# Elizabeth Corday
Elizabeth Corday è un personaggio della serie televisiva E.R. - Medici in prima linea, interpretata da Alex Kingston.

## Storia del personaggio
Elizabeth, brillante chirurgo britannico, arriva al County General Hospital di Chicago per specializzarsi in chirurgia d'urgenza. Discendente di una famiglia di chirurghi (fra cui suo padre Charles), racconta di aver intrapreso questa strada poiché non c'erano più maschi in famiglia. Riguardo alla sua infanzia, dice di essere stata cresciuta dalle tate perché sua madre Isabelle, una famosa astrofisica, era sempre troppo impegnata per occuparsi della famiglia. I genitori di Elizabeth divorziarono quando lei era ragazza e non si parlarono per oltre dieci anni, fino al matrimonio della figlia con Mark Greene.
Appena arrivata negli Stati Uniti, la Corday manifesta alcune difficoltà ad adattarsi al nuovo stile di vita, perlopiù per quanto riguarda la differente terminologia medica, ma riesce a conquistarsi la stima e la simpatia dei colleghi. Elizabeth colpisce soprattutto il burbero chirurgo Robert Romano, che le manifesta spesso la sua attrazione. Nonostante ciò Elizabeth intraprenderà una relazione con il collega Peter Benton, che terminerà consensualmente poco dopo.
In seguito a delle regole burocratiche, Elizabeth, finita la specializzazione, è costretta a ripetere un anno di tirocinio per poter operare in America. Il percorso si rivela impervio in quanto Elizabeth deve sottostare agli ordini di Dale Edson, coetaneo del dottor Carter dal carattere difficile. Al termine del tirocinio, Romano nomina Elizabeth Responsabile Associato di Chirurgia.
In seguito Elizabeth si innamora di Mark Greene e più tardi scopre di essere incinta. I due si sposano, ma tutto sembra andare per il verso storto già dal giorno delle nozze: Rachel, la figlia di Mark, resta bloccata in aeroporto e la limousine degli sposi non è stata prenotata. Fra mille problemi, Mark ed Elizabeth si sposano, ma il matrimonio attraversa molte difficoltà: per prima cosa Rachel osteggia Elizabeth; poi la stessa Elizabeth viene citata per negligenza dopo un intervento sfortunato in cui il paziente resta paralizzato. La Corday si ritrova nel panico, non riesce a perdonarsi per l'accaduto e deve affrontare un difficile processo che mette a dura prova la sua stabilità emotiva.
Inoltre Mark scopre di avere un tumore al cervello e affronta un delicato intervento.
Quando la figlia Ella nasce, Elizabeth si ritrova a dover fronteggiare un'indagine a causa del fatto che molti dei suoi pazienti muoiono per infezione batterica post operatoria e in seguito, per lo stesso motivo, si trova sotto inchiesta. Poco tempo dopo Ella ingoia due pasticche dell'ecstasy di Rachel, trasferitasi dai Greene. Benché la bambina riesca a rimettersi del tutto, Elizabeth dice a Rachel di andarsene di casa e, quando il padre la difende, Corday e Ella si trasferiscono in albergo. Dopo qualche mese Elizabeth scopre che il tumore di Mark è ritornato e, amando ancora il marito e sapendo che non c'è speranza di sopravvivenza, ritorna a vivere con lui e Rachel. Verso la fine dell'ottava stagione Mark, insieme alla figlia maggiore, decide di passare il resto della sua breve vita alle Hawaii. Quando Greene si sente male, Rachel chiama Elizabeth e questa, insieme a Ella, raggiunge il marito passando con lui gli ultimi giorni in serenità. È lei in seguito a scoprire la morte del marito.
Dopo il funerale del dottor Greene, Elizabeth ritorna in Inghilterra, dove per un certo periodo lavora nell'ospedale del padre, per poi ripartire per gli Stati Uniti a causa del trattamento sprezzante ricevuto dai colleghi britannici. Rientrata in servizio al policlinico, Elizabeth si dimostra più fredda e dura nei confronti di medici e pazienti. In particolare si accanisce contro lo studente di medicina Paul Nathan, affetto dalla malattia di Parkinson e restio ad abbandonare gli studi, il quale, dopo essersi chiarito con lei, viene bocciato nel tirocinio. Alla fine, dopo un caso particolarmente delicato, Elizabeth si apre con un paziente e sembra finalmente iniziare a riprendersi dal lutto.
Durante il resto della stagione e in quella successiva il personaggio della dottoressa Corday è per lo più di sfondo, tranne per la breve relazione con il chirurgo Eddie Dorset, che lei troncherà, timorosa che sia troppo presto dopo la morte del marito, dopo aver scoperto che è sposato. Ha anche degli incontri con altri due medici del policlinico che lascerà e, in un episodio, Rachel le fa visita. All'inizio dell'undicesima stagione Elizabeth è costretta a dimettersi per avere eseguito un intervento su due pazienti HIV positivi e, benché Kerry le offra un incarico all'università, lei decide di ritornare in Inghilterra con la figlia.
Ritorna brevemente nell'ultima stagione per offrire un posto di lavoro a Neela e nell'episodio finale della serie, quando Carter inaugura la sua clinica.